# Roberto Aballay
Roberto Aballay (Buenos Aires, 22 novembre 1922 – ca. 1982) è stato un calciatore argentino, di ruolo attaccante.

## Carriera
La sua carriera iniziò in patria nel River Plate, nel quale rimase per due stagioni e dove marcò due presenze in campionato, con la squadra che conquistò il campionato nel 1941. Seguirono le esperienze nell'Argentinos Juniors, nel quale rimase una stagione (una presenza ed una rete), e nel Banfield nel 1943 (13 presenze ed otto marcature).
All'inizio del 1944 si trasferì in Messico nell'Asturias: con la squadra messicana conquistò il campionato messicano, siglando una doppietta nella finale contro il Real Club España vinta per 4-1. La formazione sfiorò anche la conquista della Campeón de Campeones, perdendo 5-3 la finale giocatasi sempre contro l'España, gara che vide Aballay autore di un'altra doppietta. Nella stagione successiva l'argentino si laureò capocannoniere con 40 reti in ventiquattro presenze, risultando in quell'anno il goleador più prolifico del mondo, ma la squadra non andò oltre il sesto posto in classifica.

Roberto Aballay

Nel 1946 tornò in patria, giocando con il San Lorenzo con il quale conquistò il campionato. Nella squadra di Buenos Aires militò per tre stagioni senza trovare molto spazio, siglando sette reti in 9 partite. Nel 1949 venne acquistato dal Genoa, militante in Serie A. La stagione italiana lo vide disputare 29 partite sulle 38 di campionato, segnando tre reti e colpendo un numero leggendario di pali. La prima rete arrivò alla settima giornata (20 ottobre 1949, Lucchese-Genoa 2-2), quindi ebbe un lungo digiuno realizzativo (durante il quale fu escluso dalla rosa, per poi essere richiamato per sostituire il fuggitivo Boyé) interrotto alla ventottesima giornata (12 marzo 1950, Genoa-Bologna 2-2). Andò a segno un'ultima volta nella giornata successiva, segnando il gol decisivo (19 marzo 1950, Genoa-Atalanta 1-0) e terminando la sua stagione con 3 reti in 29 presenze.
Successivamente si trasferì in Francia al Nancy, in Division 1 dove tornò ad avere una discreta media realizzativa, siglando in due stagioni 16 reti in 53 presenze in campionato. Nel 1952-1953, ormai trentenne, passò al Metz: con la squadra lorenese rimase ancora nella massima divisione per tre stagioni, marcando tre reti in 22 presenze (venti delle quali nella prima annata). Al termine del contratto con la compagine francese provò l'avventura africana trasferendosi al Mouloudia Club d'Alger, principale squadra di Algeri, nel quale giocò solo in competizioni non ufficiali: al termine della stagione si ritirò dal calcio giocato.

## Palmarès

### Club

#### Competizioni nazionali
- Campionato messicano: 1

Asturias: 1943-1944
- Campionato argentino: 2

River Plate: 1941
San Lorenzo: 1946

### Individuale
- Capocannoniere del campionato messicano: 1

Asturias: 1944-1945 (40 reti)